# Route 124 (Ontario)
Pour les articles homonymes, voir Route 124.
La route 124 est une route provinciale de l'Ontario reliant Parry Sound à Sundridge, dans le centre-ouest de la province. Elle mesure 75 kilomètres. 

## Description du Tracé

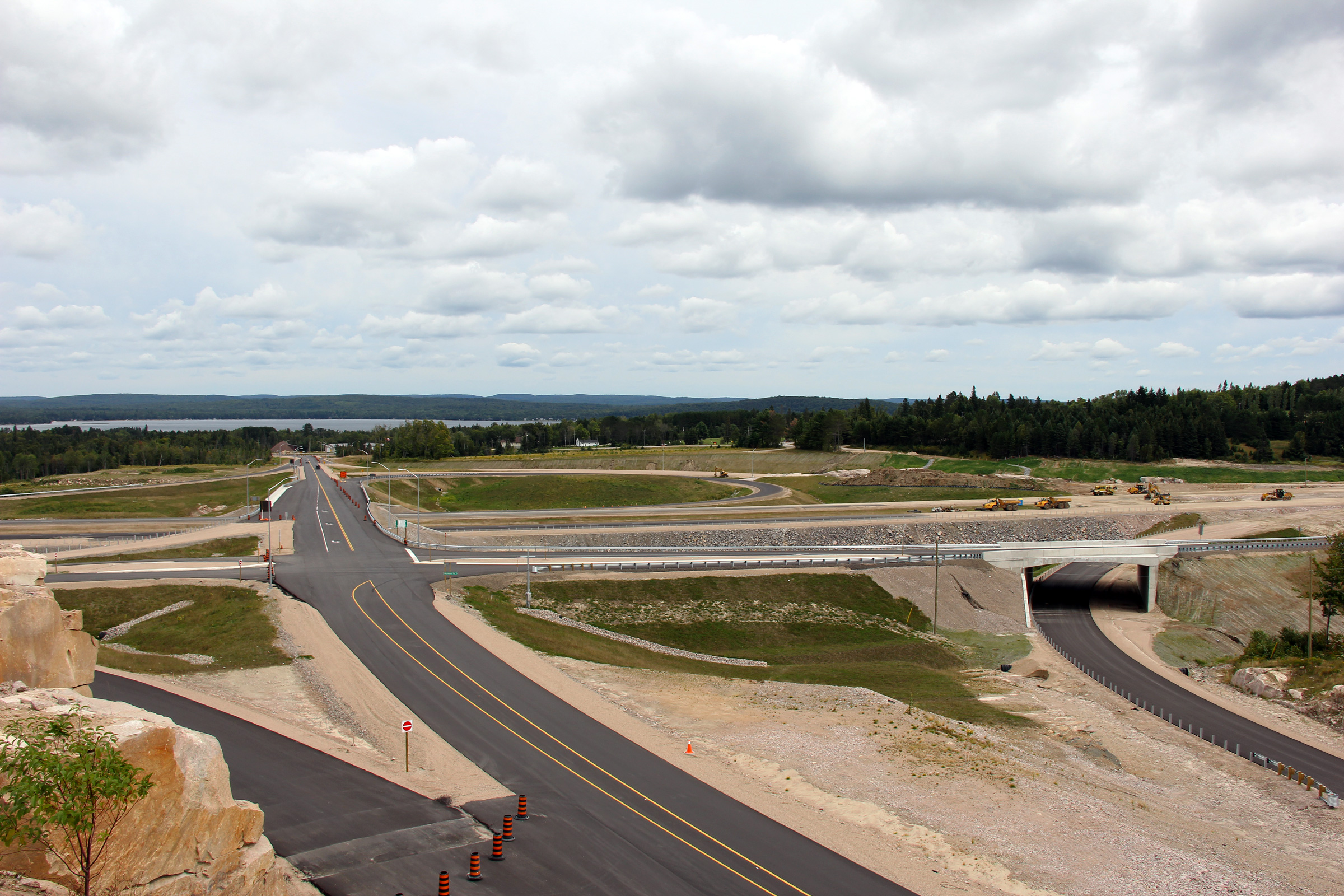
le nouveau terminus est de la 124, sur le nouveau tronçon de la Route 11 (ici inachevé), à Sundridge. En arrière-plan, on peut apercevoir le lac Bernard.

La route 124 débute au nord-est de Parry Sound, à sa jonction avec l'autoroute 400 (sortie 231), construite depuis peu longtemps, alors que l'ancien terminus de la route 124 était la Route 69, ancienne route principale avant que la 400 soit construite.
La 124 commence par se diriger vers le nord pendant 39 kilomètres en passant près du lac Manitouwabing et en passant dans de petites communatués tel que Waubamik, Fairholme et Dunchurch. Après avoir croisé la Route 520, avec laquelle elle formera un multiplex pendant 12 kilomètres, elle prend une trajectoire vers l'est passant au nord du lac Ahmic. À Magnetawan, elle se détache de la 520 et croise la Route 510 avant de continuer sa route vers l'est jusqu'à la nouvelle Route 11, étant une autoroute (sortie 276) à Sundridge. C'est à cet échangeur avec la 11 que la route 124 prend fin. 

## Intersections
| Route 124       |             |    |                                                               |                                                                    |
| District        | Ville       | km | Intersection/Destinations                                     | Notes                                                              |
| Parry Sound     | Parry Sound | 0  | A-400 (sortie 231), Sudbury, Barrie, Toronto                  | Début de la 124; anciennement, le terminus ouest était la Route 69 |
| Parry Sound     | Dunchurch   | 39 | Route 520 nord, Ardbeg, lac Wahwashkesh                       | Début du multiplex avec la 520                                     |
| Parry Sound     | Magnetawan  | 51 | Route 520 sud, Burk's Falls                                   | Fin du multiplex avec la 520                                       |
| Parry Sound     | Magnetawan  | 54 | Route 510 sud, Magnetawan                                     |                                                                    |
| Parry Sound     | Sundridge   | 75 | R-11 (sortie 276), South River, North Bay, Huntsville, Barrie | Fin de la 124; nouvelle sortie                                     |
| Vert: Multiplex |             |    |                                                               |                                                                    |